# Copa Nicasio Vila 1930
La Copa Nicasio Vila 1930 fue la vigésima cuarta edición del campeonato de primera división de la Liga Rosarina de Fútbol. 
Participaron doce equipos, y el campeón fue el Club Atlético Rosario Central.

## Tabla de posiciones final
| Pos | Equipo             | Pts | PJ | G  | E | P  | GF | GC  | Dif |
| --- | ------------------ | --- | -- | -- | - | -- | -- | --- | --- |
| 1º  | Rosario Central    | 38  | 22 | 17 | 4 | 1  | 73 | 19  | 54  |
| 2º  | Central Córdoba    | 36  | 22 | 17 | 2 | 3  | 73 | 25  | 48  |
| 3º  | Newell's Old Boys  | 30  | 22 | 12 | 6 | 4  | 42 | 22  | 20  |
| 4º  | Nacional           | 28  | 22 | 12 | 4 | 6  | 53 | 33  | 20  |
| 5º  | Belgrano           | 26  | 22 | 11 | 4 | 7  | 73 | 58  | 15  |
| 6º  | Tiro Federal       | 26  | 22 | 12 | 2 | 8  | 51 | 38  | 13  |
| 7º  | Sparta             | 25  | 22 | 11 | 3 | 8  | 58 | 41  | 17  |
| 8º  | Washington         | 14  | 22 | 5  | 4 | 13 | 36 | 58  | -22 |
| 9º  | Provincial         | 13  | 22 | 5  | 3 | 14 | 46 | 58  | -12 |
| 10º | Atlantic Sportsmen | 13  | 22 | 5  | 3 | 14 | 34 | 76  | -42 |
| 11º | Estudiantes        | 10  | 22 | 4  | 2 | 16 | 30 | 68  | -38 |
| 12º | Calzada            | 5   | 22 | 2  | 1 | 19 | 27 | 100 | -73 |

|  |             |
|  | Campeón     |
|  | Descendido. |

## Del amateurismo marrón al blanqueo del profesionalismo
Si bien desde hacía muchos años estaba generalizado que los jugadores cobraran una remuneración por su actividad —de una manera cada vez menos encubierta—, en lo que dio en llamarse el amateurismo marrón, recién en 1931 se terminó oficialmente con la era amateur del fútbol argentino, y comenzó la era profesional. Así, todos los futbolistas comenzaron a cobrar un salario y a firmar contratos por jugar en los equipos de manera rentada. De esta forma, la Liga Rosarina de Fútbol dejó su lugar, y la nueva institución rectora del fútbol rosarino pasó a ser la Asociación Rosarina de Fútbol.
A partir de 1931, el campeonato rosarino de primera división recibió el nombre de Torneo Gobernador Luciano Molinas, en honor al por entonces gobernador de la provincia de Santa Fe, Luciano Molinas, y reemplazó a la Copa Nicasio Vila. Por su parte, la Copa Santiago Pinasco continuó siendo el campeonato de segunda división.